# Margit Tevan
Dans le nom hongrois Tevan Margit, le nom de famille précède le prénom, mais cet article utilise l’ordre habituel en français Margit Tevan, où le prénom précède le nom.

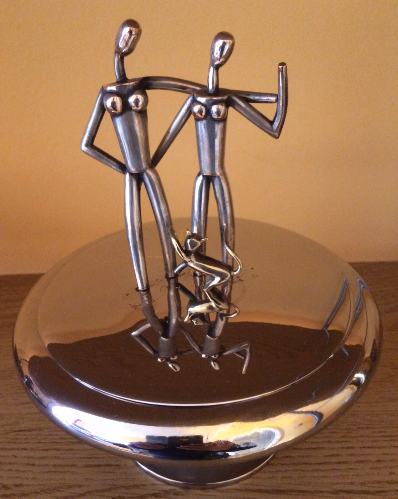
Boite surmontée de couple avec chat

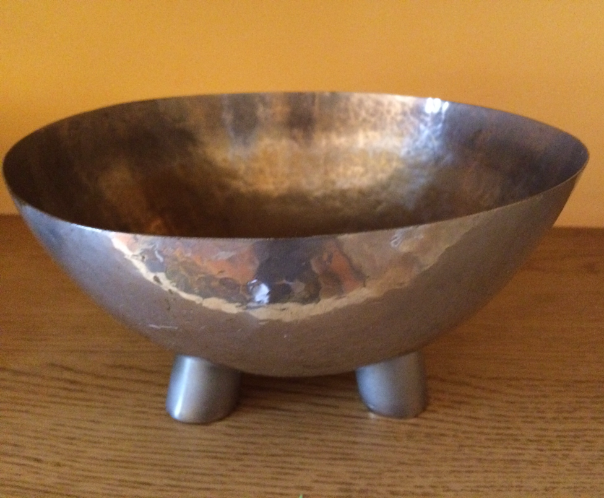
Coupe année 1930

Margit Tevan est une artiste orfèvre hongroise née le 18 janvier 1901 et morte le 3 novembre 1978. Elle est l'une des artistes les plus importantes de l'orfèvrerie hongroise du XXe siècle.

## Études et formation
Margit Tevan est née le 18 janvier 1901 à Békéscsaba en Hongrie. Elle commence des études artistiques à l'Académie des arts appliqués de Budapest puis au bout d'un an se spécialise auprès des plus fameux orfèvres de l'époque : Richard Zutt et de Ferenc (Francis) Kiss dont elle suit les cours. Soucieuse de ne pas rester cantonnée à l'art du bijou, elle rejoint ensuite l'atelier d'Arpád Vértes plus connu sous le nom de Stúdió (1927-1928). C'est également en 1927 qu'elle épouse l'ingénieur chimiste Miklós Engel et s'installe définitivement à Budapest. Elle est la première à réaliser des boîtes et des plateaux en s'éloignant de l'approche traditionnelle des orfèvres de l'époque qui préféraient réaliser des vases et des coupes.

## Influence et créations

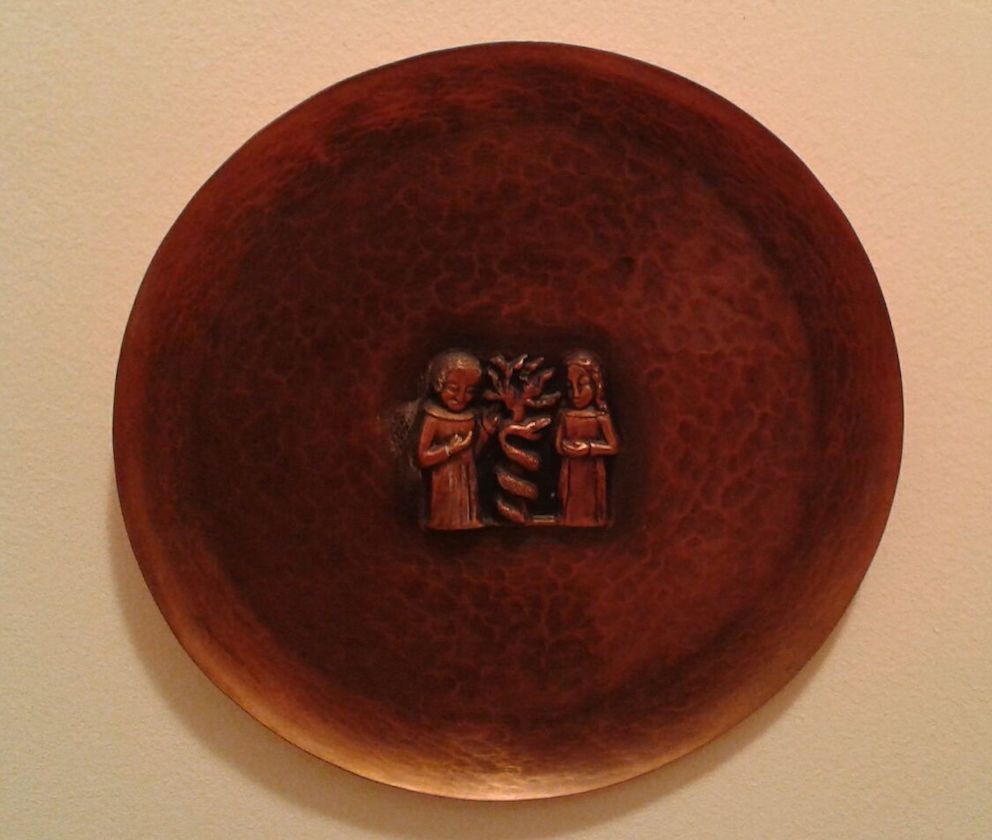
Assiette avec personnages Adam et Eve

L'influence de l'école du Bauhaus apparait dans ses premières œuvres. Elle poursuit son développement artistique vers un archaïsme romantique influencée par l'art roman et la simplicité des motifs qu'elle utilise en particulier dans les frises dont elle orne ses boîtes et ses assiettes. Elle produit tout au long de sa vie de nombreuses œuvres travaillant principalement le cuivre argenté et martelé qu'elle patine de façon recherchée.
La signature de ses œuvres est marquée d'un T majuscule dans lequel elle intègre son nom comme l'illustre la photo de l'encadré de droite.

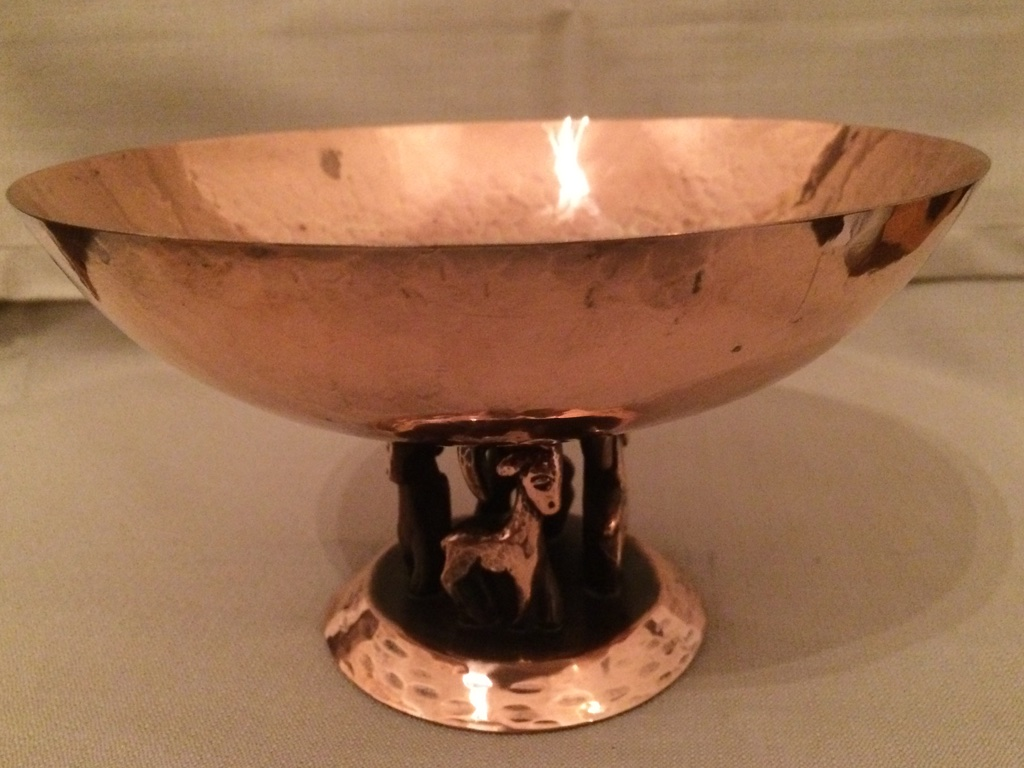
Coupe à motif animaux

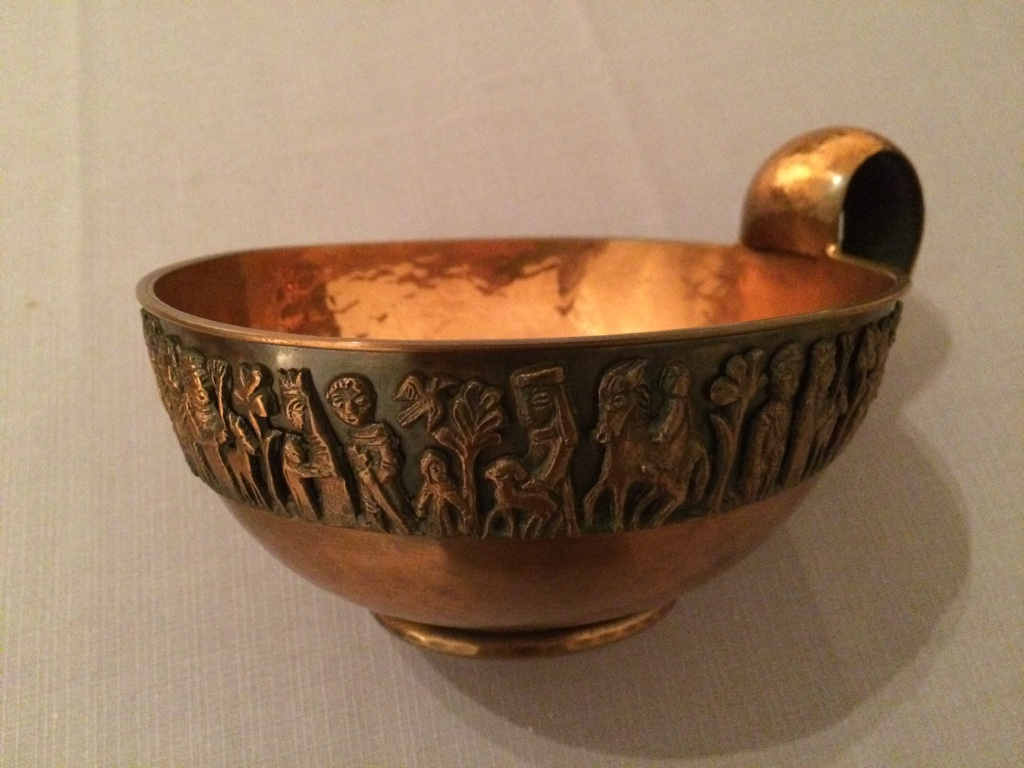
Coupe

On trouve trace dans son œuvre de référence à la culture juive. Elle poursuit sa production pendant la période communiste où elle garde son registre poétique avec des œuvres de plus petites tailles souvent offertes en cadeau.

## Guerre et persécution
Entre 1944 et 1945, elle est contrainte d'habiter dans le ghetto international de Budapest et possède un sauf-conduit des autorités suédoises.

## Reconnaissance et prix
Elle participe à de nombreuses expositions et reçoit une première reconnaissance internationale lors de l'Exposition internationale des « Arts et des Techniques appliqués à la vie moderne », qui se tient à Paris du 25 mai au 25 novembre 1937. Elle y reçoit le diplôme d'honneur d'art religieux. Elle est également honorée à la New York World Fair de 1939 d'un Diplôme d'honneur. Elle est enfin récompensée par une Médaille d'argent à la VII Triennale de Milan de 1940. Elle reçoit en 1957, le prix Munkácsy, plus haute reconnaissance artistique hongroise et divers prix entre 1971 et 1976. Elle meurt à Budapest le 3 novembre 1978.

## Descendance
Son fils Engel Tevan István nait en 1936 et poursuit une carrière d'illustrateur de livres.